# Psykoedukation
Psykoedukation är en del i många psykologiska behandlingar. Momentet går ut på att informera om det tillstånd som ska behandlas samt hur behandlingen går till.